# Takaida (metropolitana di Osaka)
Takaida (高井田駅?, Takaida-eki) è una stazione della metropolitana di Osaka situata nella città sobborgo di Higashiōsaka. La stazione serve la Linea Chūō ed è collegata alla Stazione di Takaida-Chūō situata sulla linea Ōsaka Higashi della JR West. Il codice della stazione è C22

## Struttura
La stazione è dotata una piattaforma a isola con due binari sotterranei.
| 1 | Linea Chūō |  | Per Nagata, Ikoma e Gakken Nara-Tomigaoka                  |
| 2 | Linea Chūō |  | Per Morinomiya, Hommachi, Bentenchō, Ōsakakō e Cosmosquare |

## Stazioni adiacenti
| «          | Servizio   | »          |
| Linea Chūō | Linea Chūō | Linea Chūō |
| ---------- | ---------- | ---------- |
| Fukaebashi | Locale     | Nagata     |